# La Douze
La Douze ist eine französische Gemeinde mit 1147 Einwohnern (Stand: 1. Januar 2022) im Département Dordogne in der Region Nouvelle-Aquitaine. Sie gehört zum Arrondissement Périgueux und zum Kanton Isle-Manoire. Die Bewohner werden Ladouzois und Ladouzoises genannt.

## Geographie
La Douze liegt in der Landschaft Périgord, 23 Kilometer südöstlich von Périgueux. Nachbargemeinden sind: Sainte-Marie-de-Chignac und Saint-Pierre-de-Chignac im Norden, Saint-Geyrac im Osten, Saint-Félix-de-Reillac-et-Mortemart im Süden und Lacropte im Südwesten.

## Bevölkerungsentwicklung
| Jahr                      | 1962 | 1968 | 1975 | 1982 | 1990 | 1999 | 2006 | 2013 | 2020 |
| Einwohner                 | 701  | 693  | 700  | 801  | 866  | 902  | 991  | 1119 | 1162 |
| Quelle: Cassini und INSEE |      |      |      |      |      |      |      |      |      |

## Sehenswürdigkeiten

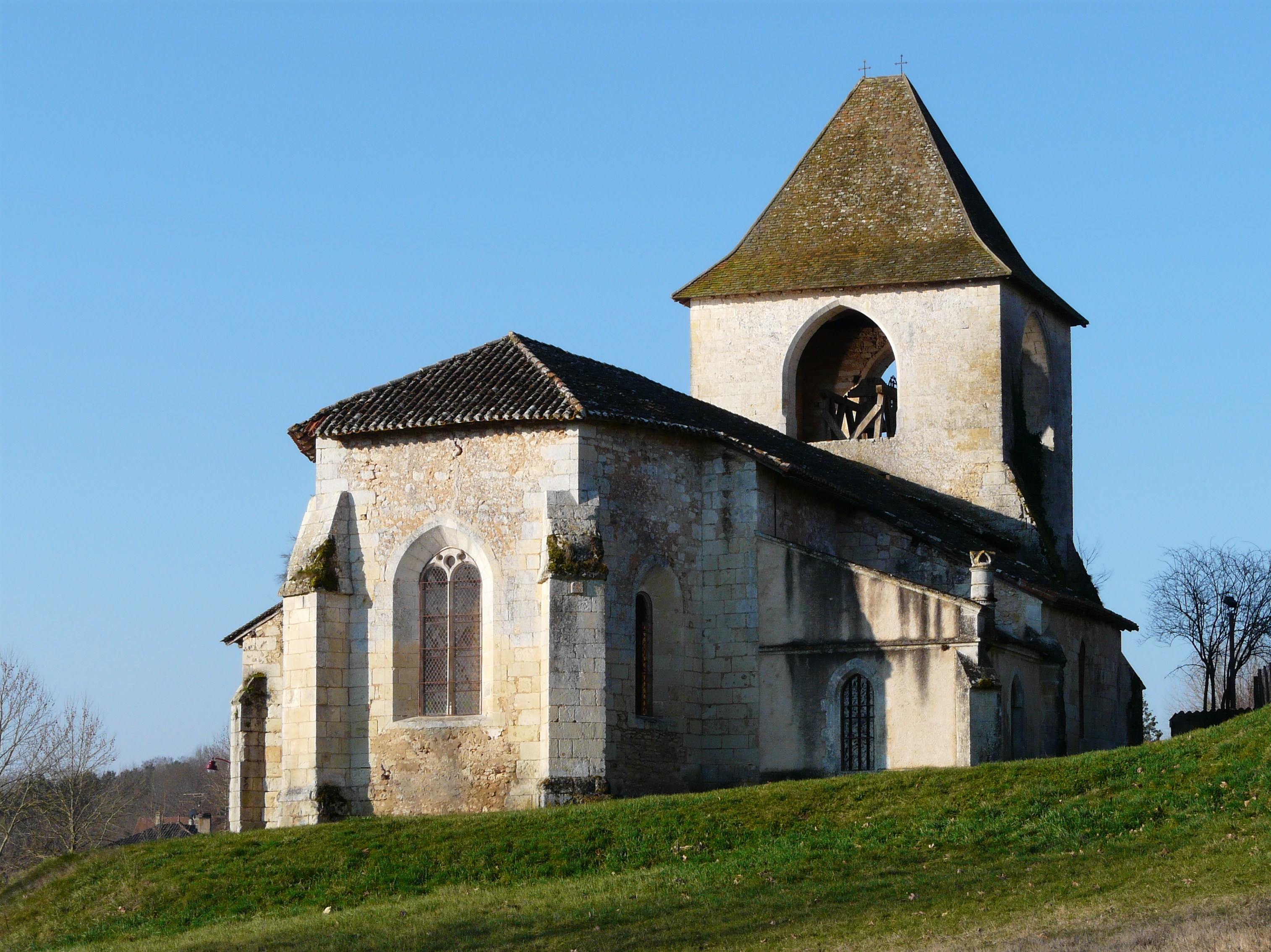
Kirche Saint-Pierre-ès-Liens

- Gotische Kirche Saint-Pierre-ès-Liens aus dem 15. Jahrhundert, seit 1927 als Monument historique eingeschrieben
- Chartreuse des Martinies aus dem 17./18. Jahrhundert